# John Deuss

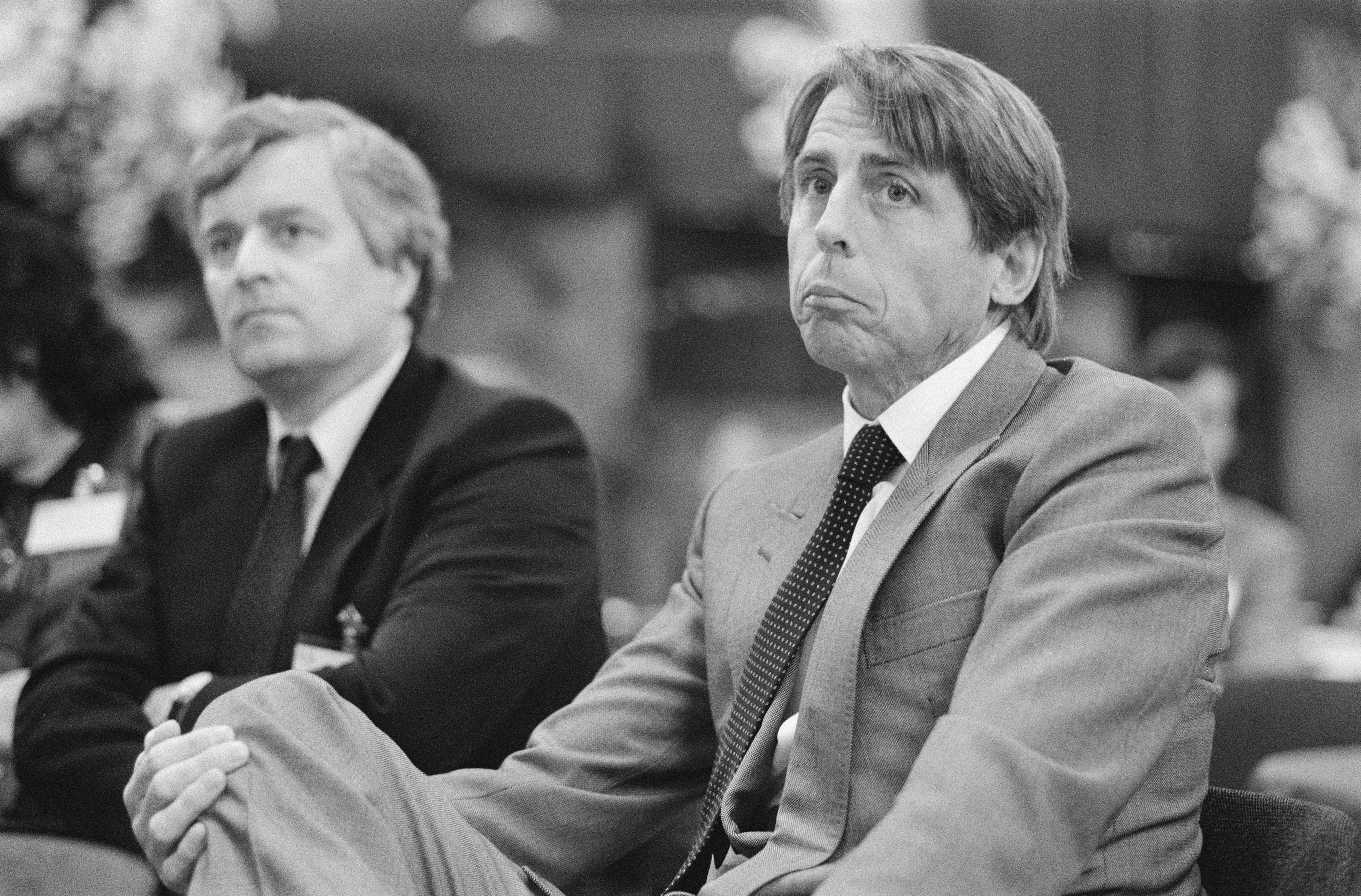
John Deuss (12 april 1989)

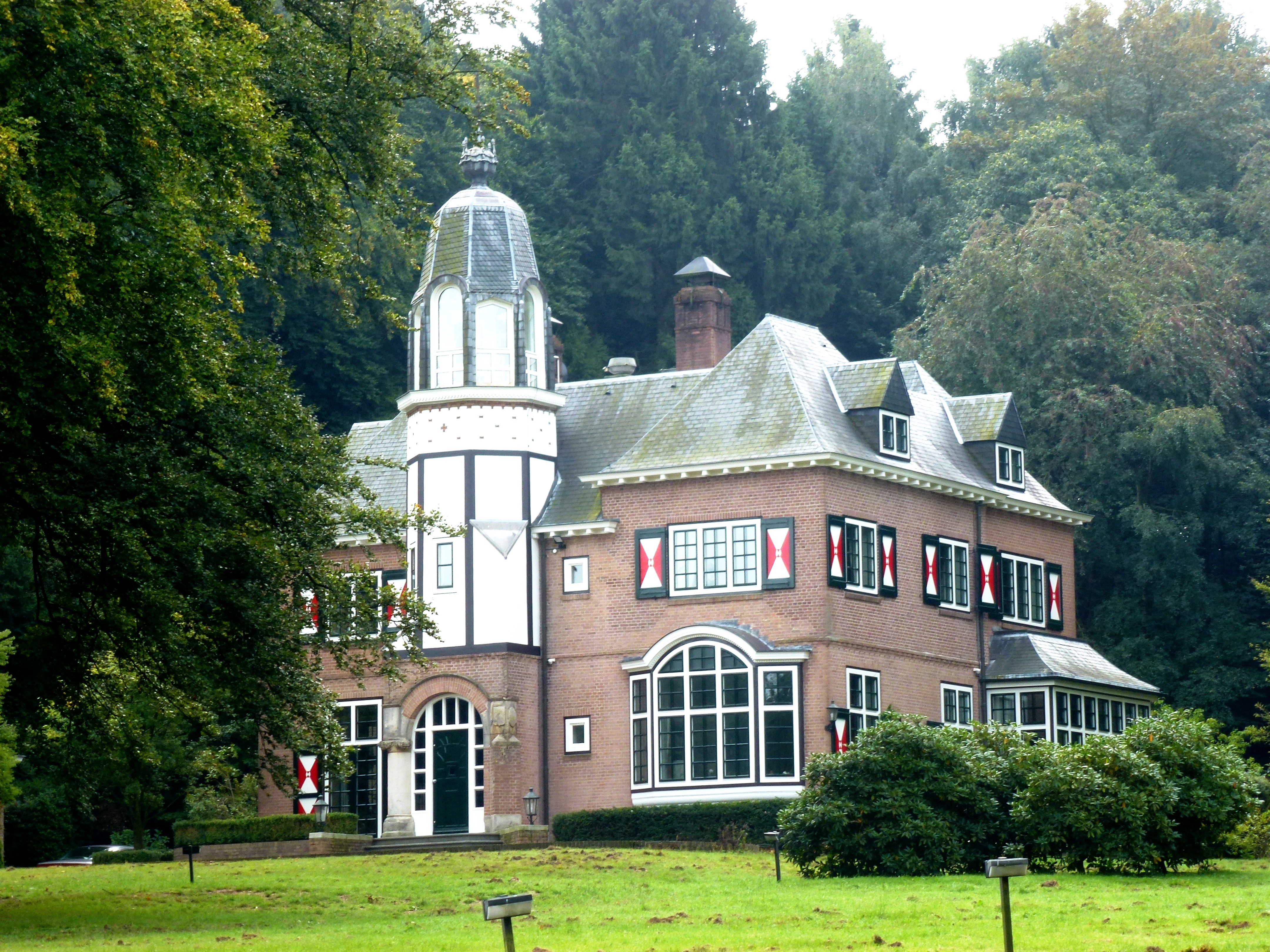
Voormalig kantoor annex woning van Deuss in Berg en Dal

Johannes Christiaan Martinus Augustinus Maria (John) Deuss (Amsterdam, 28 augustus 1942) is een Nederlands zakenman.
Hij werkte bij een Citroëndealer (tot 1966) en daarna was hij kortstondig importeur van Hino-trucks van zijn vader in Nijmegen die in 1967 failliet ging. Datzelfde jaar begon hij via een zakenrelatie van zijn vader, J.F.A. van Meteren, het bedrijf JOC International (acroniem voor John's Own Company) in de oliehandel. Hij begon met het verhandelen van olie uit de Sovjet-Unie maar maakte zijn grootste fortuin met de toen illegale olieleveranties aan Zuid-Afrika (ten tijde van het apartheidsregime). In 1987 meldde hij daarmee te zijn gestopt. In de Quote 500 in 2006 werd zijn persoonlijk vermogen geschat op 1 miljard euro en in 2012 op 470 miljoen.

## Bedrijven
John Deuss is betrokken (geweest) bij de volgende bedrijven:
- ARCO - Atlantic Richfield Company (ARCO) - Olie-industrie;
- Australian Worldwide Exploration Limited - Olie- en gasindustrie, Deuss is sinds 22 februari 2006 Non-Executive Director en tevens een van de grootste aandeelhouders;
- Bermuda Commercial Bank Limited op Bermuda waar Deuss bestuursvoorzitter en CEO van is;
- First Curaçao International Bank (FCIB), een (internet)bank op Curaçao;
- First Commercial Investments Business BV, een financierings- en beleggingsmaatschappij gevestigd in Berg en Dal;
- Oman Oil Company (OOC), eigendom van de overheid van Oman maar het hoofdkantoor is gevestigd te Houston;
- Transworld Oil, gevestigd op Bermuda en eerder ook in Houston en Berg en Dal, actief in de olie-industrie in onder andere Nigeria, Gabon, Indonesië, Nieuw-Zeeland en de Verenigde Staten.

## Pyromanen tegen apartheid
Op 7 januari 1985 werd in het kantoor annex woning van Deuss in Berg en Dal brand gesticht. Deze aanslag werd opgeëist door de actiegroep Pyromanen tegen Apartheid. Als reden werden de olieleveranties van diens bedrijf Transworld Oil, waarvan de Europese vestiging in Berg en Dal gehuisvest was, aan Zuid-Afrika opgegeven. Op dat moment was er een internationaal embargo tegen Zuid-Afrika vanwege de apartheid. Er waren vermoedens dat deze groep gerelateerd was aan Revolutionaire Anti-Racistische Actie (RARA) dat in die periode gelijksoortige aanslagen pleegde. Ook verzekeringsfraude was een theorie. De zaak werd nooit opgelost.

## In opspraak
De FIOD-ECD heeft op 6 september 2006 invallen gedaan in een kantoor en woning van Deuss in Berg en Dal, nabij Nijmegen en op Curaçao. Een van de bedrijven van Deuss, de First Curaçao International Bank (FCIB), wordt ervan verdacht vanuit het kantoor in Berg en Dal zonder vergunning te bankieren. De aanleiding van dit onderzoek en de daaropvolgende inval was een omvangrijke fraude met omzetbelasting waarbij deze bank door de Engelse fraudeurs werd gebruikt.
Op 14 oktober 2006 kwam in het nieuws dat Deuss is opgepakt door de politie in Bermuda. Na zijn uitlevering aan Nederland is hij na verhoor weer op vrije voeten gesteld.
Op 24 mei 2012 werden Deuss en zijn zuster Tineke door de rechtbank in Arnhem wegens illegaal bankieren en het niet melden van ongebruikelijke transacties veroordeeld tot een voorwaardelijke gevangenisstraf van zes maanden en het betalen van een geldboete van € 327.000,–. In juli 2013 troffen zij een schikking met het Openbaar Ministerie van € 34.500.000,– om het tweede deel van het strafproces – waarin witwassen centraal zou staan – af te wenden. Hiermee beloofden het OM en John Deuss tevens niet in beroep te gaan tegen het vonnis van de rechtbank te Arnhem, dat daardoor definitief werd.